# Municipio de Lagro
El municipio de Lagro (en inglés: Lagro Township) es un municipio ubicado en el condado de Wabash en el estado estadounidense de Indiana. En el año 2010 tenía una población de 2894 habitantes y una densidad poblacional de 13,41 personas por km².

## Geografía
El municipio de Lagro se encuentra ubicado en las coordenadas 40°50′12″N 85°41′51″O / 40.83667, -85.69750. Según la Oficina del Censo de los Estados Unidos, el municipio tiene una superficie total de 215.82 km², de la cual 210,42 km² corresponden a tierra firme y (2,5 %) 5,4 km² es agua.

## Demografía
Según el censo de 2010, había 2894 personas residiendo en el municipio de Lagro. La densidad de población era de 13,41 hab./km². De los 2894 habitantes, el municipio de Lagro estaba compuesto por el 98,51 % blancos, el 0,03 % eran afroamericanos, el 0,55 % eran amerindios, el 0,24 % eran asiáticos, el 0,24 % eran de otras razas y el 0,41 % eran de una mezcla de razas. Del total de la población el 0,86 % eran hispanos o latinos de cualquier raza.